# Tigrisoma mexicanum
L'airone tigrato golanuda (Tigrisoma mexicanum Swainson, 1834) è un uccello della famiglia degli Ardeidi originario dell'America Centrale.

## Descrizione

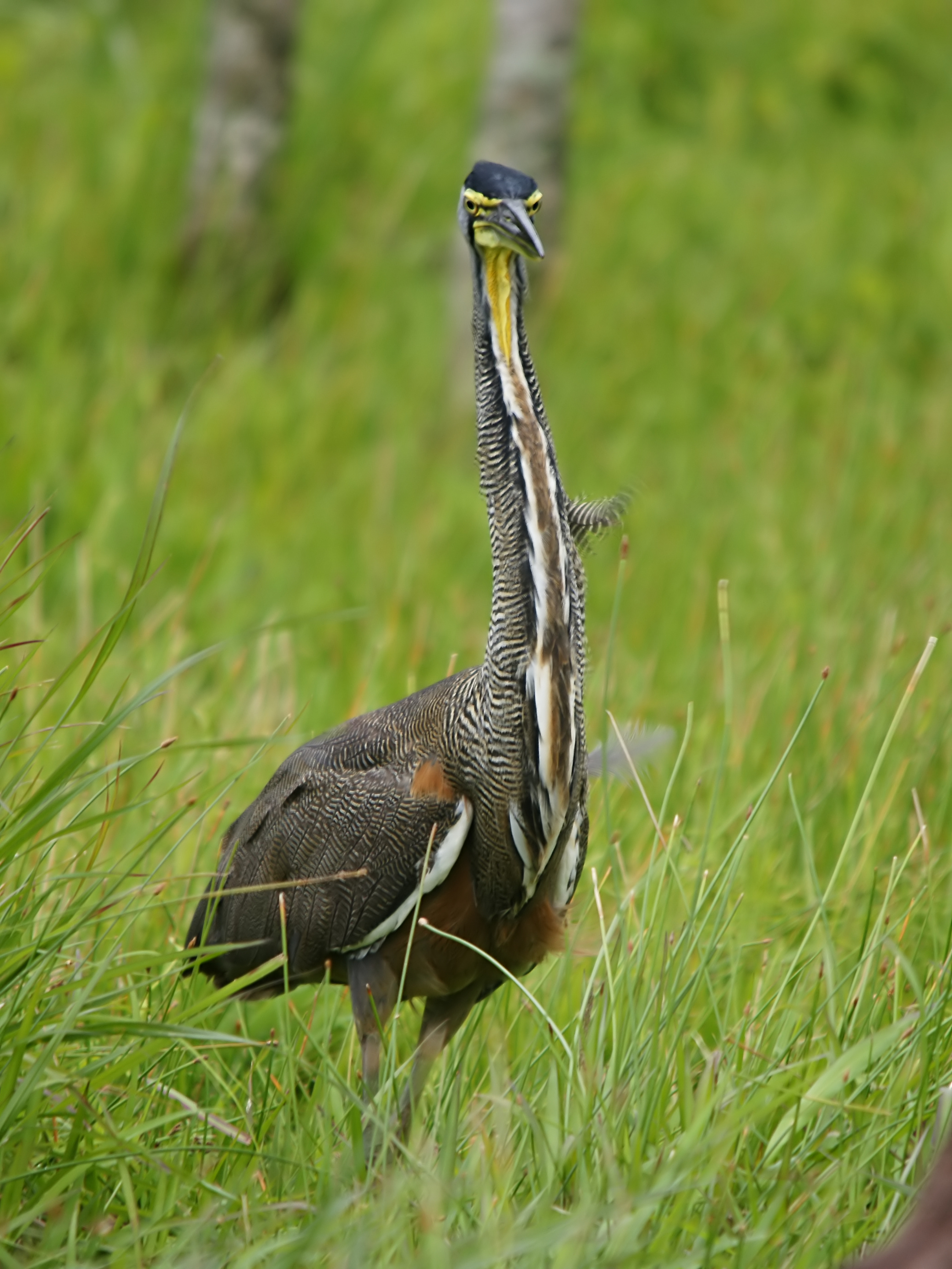
I particolari del collo: da notare la gola glabra.

L'airone tigrato golanuda raggiunge una lunghezza di 70–80 cm. La sua gola è, come indica il nome, priva di piume: la pelle che la ricopre, di colore giallo, diviene arancione brillante durante la stagione degli amori. Il piumaggio degli esemplari adulti è di colore grigio con sottili strisce nere. Sulla testa è presente una sorta di cappuccio nero. La parte anteriore del collo è bianca bordata di nero. L'addome è marrone scuro. Gli esemplari giovani presentano strisce più larghe e ventre e gola di colore bianco.

## Biologia
L'airone tigrato golanuda si nutre principalmente di pesci, ma cattura anche crostacei e rane. Durante la stagione della nidificazione costruisce un nido costituito da rami e ramoscelli sulla cima di un albero. Al suo interno, la femmina depone da una a tre uova bianche punteggiate di verde. L'incubazione viene effettuata da entrambi i genitori.

## Distribuzione e habitat
L'areale di questa specie si estende attraverso il Centroamerica, dal Messico meridionale fino a Panama. Talvolta si incontra anche nelle adiacenti regioni della Colombia. Vive prevalentemente nelle formazioni a mangrovie, ma anche nelle zone umide d'acqua dolce a esse adiacenti.